# Pancharatha

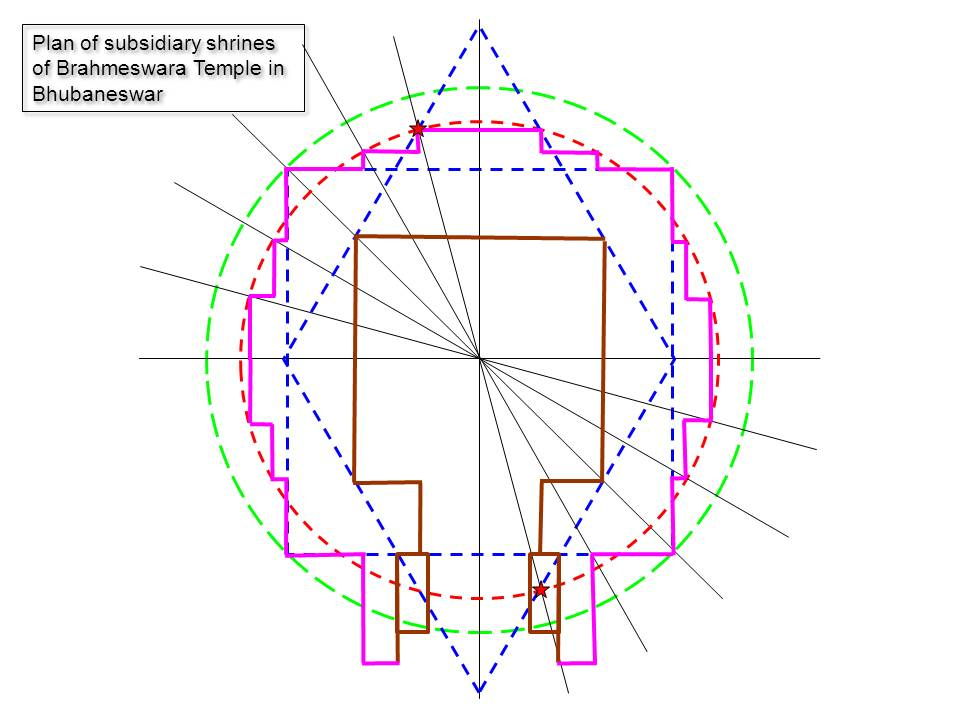
Mode de dessin d'un bâtiment pancharatha

Un temple hindouiste est dit Pancharatha quand sa tour (généralement un shikhara) comporte sur chacun de ses quatre côtés cinq rathas, sorte de saillants verticaux.
Le nom vient du sanskrit Pancha (=cinq) et Ratha (=char), sans que le lien avec la notion de char n'ait été éclaircie.
Il existe aussi des temples à 3 rathas (triratha), 7 rathas (saptaratha)  et 9 rathas (navaratha) .
Exemples de temples Pancharatha :
- Temple de Jagannath à Puri, Orissa
- Temple de Brahmani à Baleswar dans l'Orissa
- Temple de Jagannath à Baripada, Orissa
- Temple de Jagannath à Nayagarh
- Temple de Lingaraja à Bhubaneswar
- Temple Ishaneshvara à Bhubaneswar
- Temple de Mukteshwar à Bhubaneswar
- Temple de Lakshmana à Khajuraho
- Temple de Rajarani à Khajuraho
- Temple de Chaturbhuj à Orchha

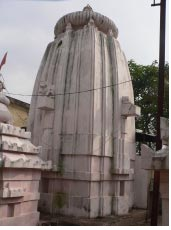
Temple Ishaneshvara
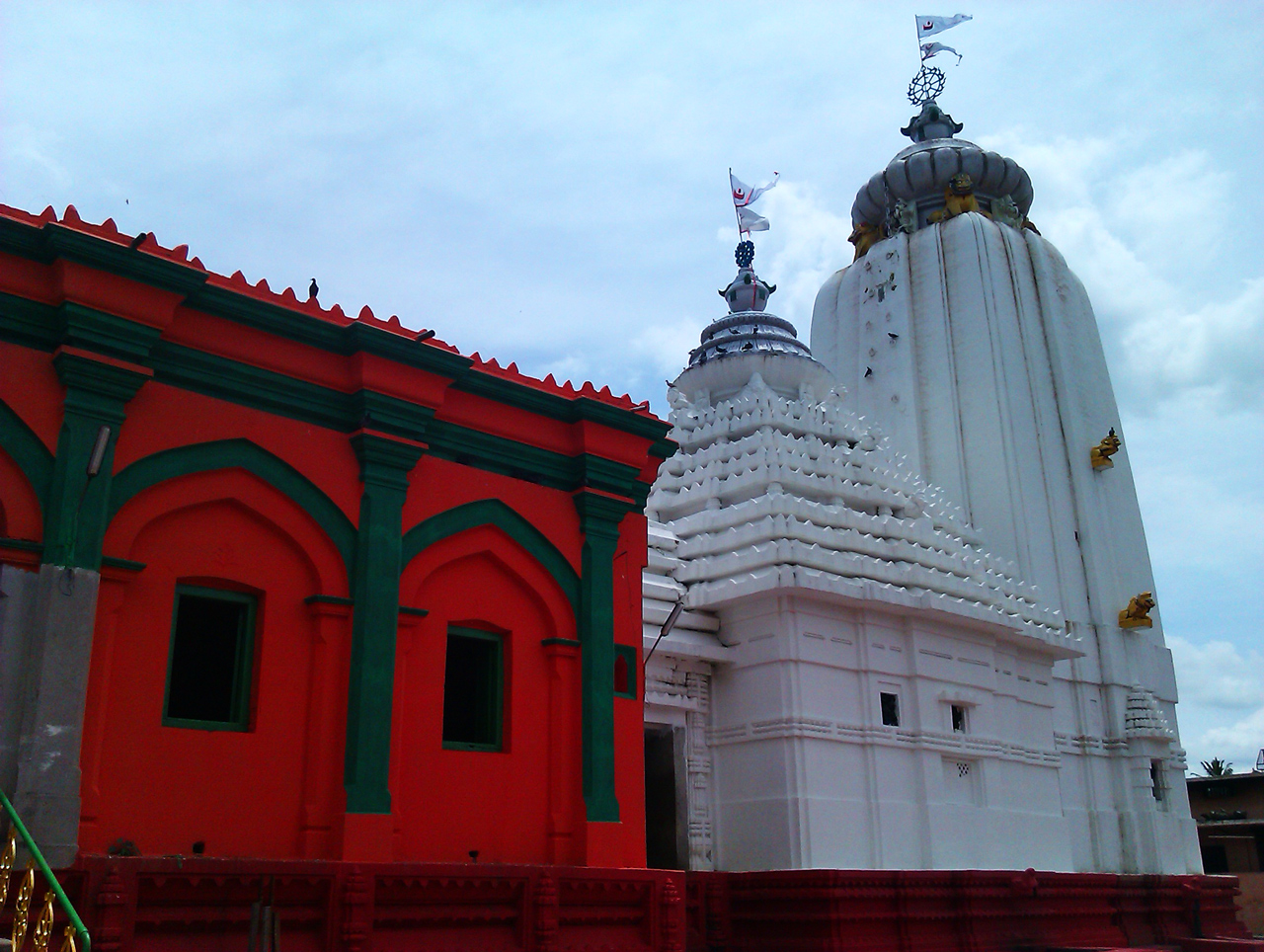
Temple de Jagannath à Baripada
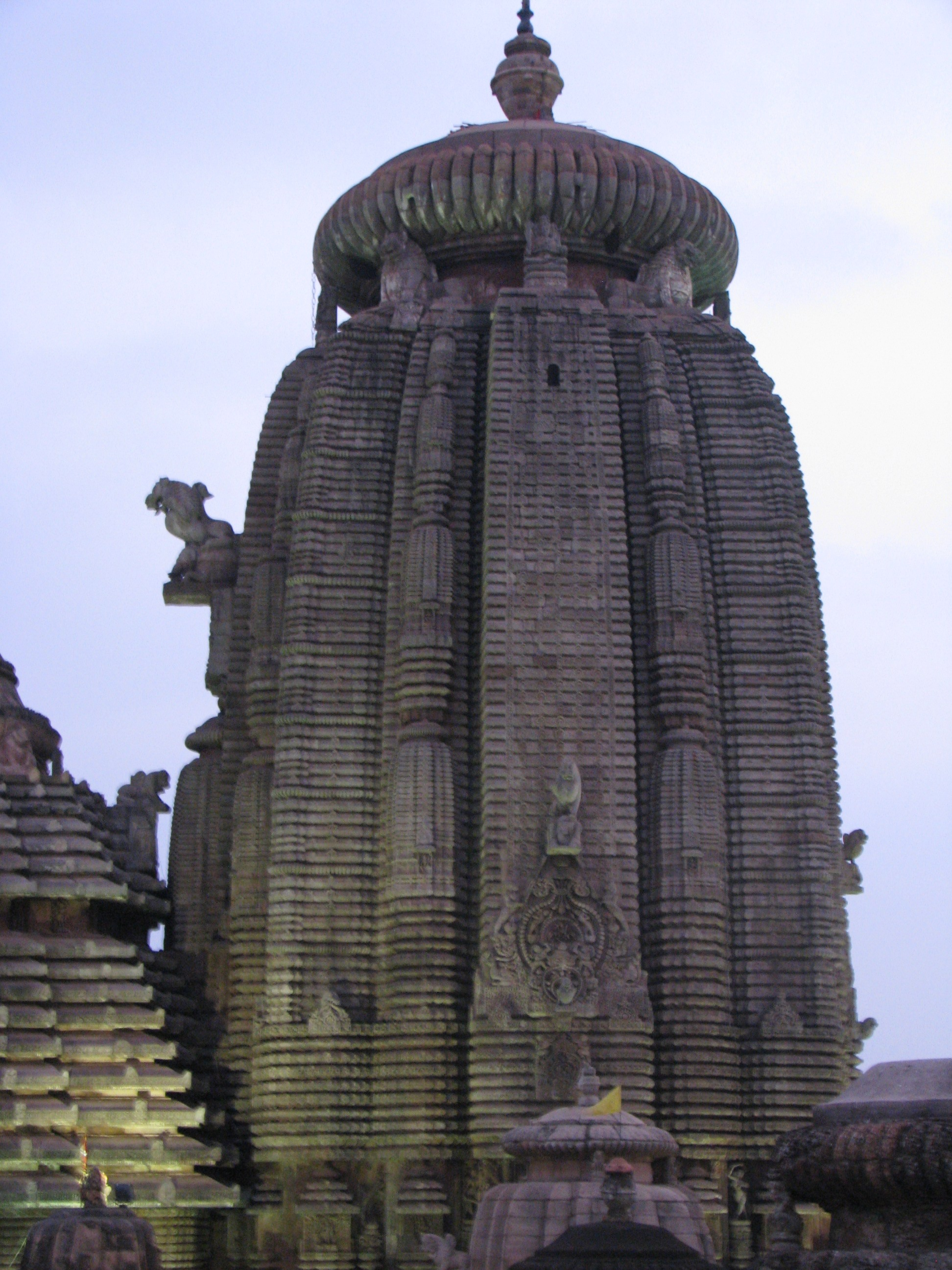
Temple de Lingaraja à 5 rathas avec retraits